# Saint-Aubin-Rivière
Saint-Aubin-Rivière là một xã ở tỉnh Somme, vùng Hauts-de-France, Pháp.

## Địa lý
Thị trấn này có cự ly khoảng 14 dặm Anh về phía nam của Abbeville, trên đường D211 và hai bên bờ sông Liger.

## Dân số
| 1962                                                                             | 1968 | 1975 | 1982 | 1990 | 1999 |
| -------------------------------------------------------------------------------- | ---- | ---- | ---- | ---- | ---- |
| 161                                                                              | 173  | 113  | 125  | 123  | 113  |
| Census count starting from 1962 Source=INSEE: Population without double counting |      |      |      |      |      |

## Địa điểm nổi bật
- The church
- The watermill